# Mahieddine Khalef
Mahieddine Khalef (en árabe: محيي الدين خالف‎; Región de Rabat-Salé-Kenitra, Protectorado francés de Marruecos; 17 de enero de 1944-Argel, Argelia; 10 de diciembre de 2024) fue un futbolista y entrenador de fútbol argelino nacido en Marruecos, que jugó en la posición de centrocampista.

## Carrera

### Jugador
| Periodo   | Club              |
| --------- | ----------------- |
| 1960-1961 | KAC Kenitra       |
| 1961-1967 | Ittihad Khemisset |
| 1968-1970 | JS Kabylie        |
| 1970-1971 | NA Hussein-Dey    |
| 1971-1974 | JS Kabylie        |

### Entrenador
| Periodo   | Club       |
| --------- | ---------- |
| 1977-1990 | JS Kabylie |
| 1979-1984 | Argelia    |
| 1990-1991 | Al Ain FC  |
| 1991-1993 | IR Tanger  |
| 1993-1997 | MC Oujda   |
| 2000      | ES Sahel   |
| 2000-2001 | JS Kabylie |

## Logros

### Jugador
- Campeonato Nacional de Argelia (2): 1973, 1974
- Copa del Trono (1): 1961
- Supercopa de Marruecos (1): 1960
- Tercera División de Argelia (1): 1968
- Copa de Campeones Magreb (1): 1974

### Entrenador
- Campeonato Nacional de Argelia (8):  1977, 1980, 1982, 1983, 1985, 1986, 1989, 1990.
- Copa de Argelia (2): 1977, 1986.
- Copa Africana de Clubes Campeones (1): 1981.
- Supercopa de la CAF (1): 1982.
- Copa CAF (1): 2001.